# Le Mené

Le Mené is een gemeente in het Franse departement Côtes-d'Armor, in de regio Bretagne. De plaats maakt deel uit van het arrondissement Dinan. Le Mené is op 1 januari 2016 ontstaan uit een fusie van de gemeenten Collinée, Le Gouray, Langourla, Plessala, Saint-Gilles-du-Mené, Saint-Gouéno en Saint-Jacut-du-Mené. De gemeente telde 6.420 inwoners op 1 januari 2022.

## Geografie
De oppervlakte van Le Mené bedroeg op 1 januari 2022 163,23 vierkante kilometer; de bevolkingsdichtheid was toen 39,3 inwoners per km².
De onderstaande kaart toont de ligging van Le Mené met de belangrijkste infrastructuur en aangrenzende gemeenten.

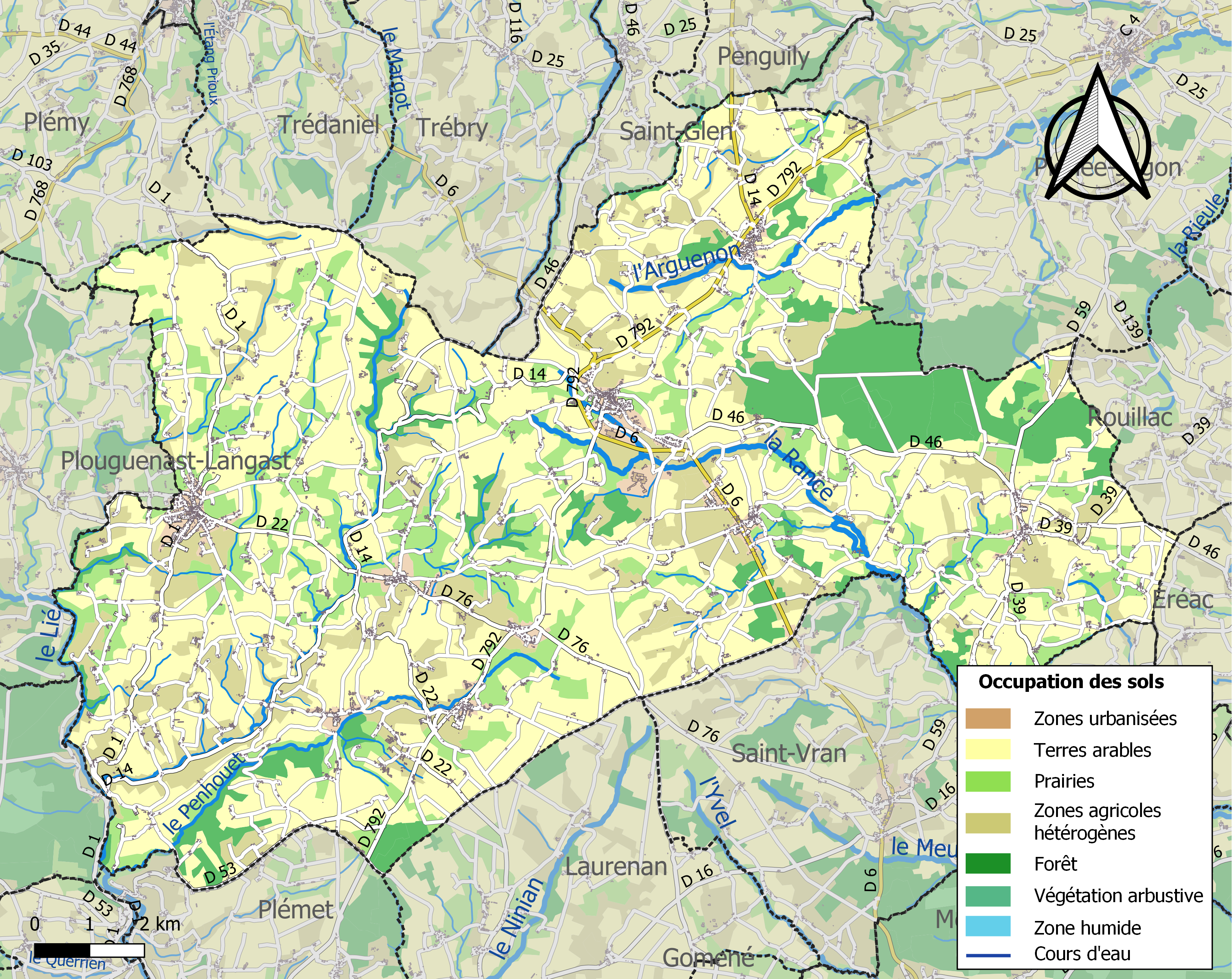